# NGC 4465
NGC 4465 è una galassia a spirale nella costellazione della Vergine. È stata scoperta da Guillaume Bigourdan il 31 marzo 1886 ed è considerata, al pari di NGC 4467, una probabile galassia satellite di M49.